# Maravirok
Maravirok (pod zaščitenim imenom Celsentri, v ZDA Selzentry) je protivirusno zdravilo, ki se uporablja za zdravljenje okužbe z virusom HIV.

## Mehanizem delovanja
Maravirok je sodi v skupino protivirusnih zdravil, imenovano zaviralci vstopa. Veže se na beljakovinski receptor CCR5, ki se nahaja na površini celic v telesu, ki je okuženo s HIV. Virus HIV se pripne na to beljakovino, da lahko vstopi v celico. Z vezavo maraviroka na receptor CCR5 se virus ne more pripeti na celico in posledično se prepreči tudi njegov vstop v človeške celice, imenovane makrofagi. Vendar beljakovina CCR5 ni edini pripenjalni receptor za vse tipe virusa HIV. Nekateri virusi se vežejo na drugo beljakovino, imenovano CXCR4, nekateri se pa lahko pripnejo na obe. Maravirok je učinkovit le tedaj, ko je bolnik okužen z virusom, ki nima sposobnosti vezave na CXCR4. Zato je pred uporabo zdravila maravirok treba opraviti test za ugotavljanje tropizma virusa HIV.

## Razvoj in pridobitev dovoljenja
Maravirok je razvilo farmacevtsko podjetje Pfizer v svojih laboratorijih v Veliki Britaniji. Ameriški Urad za prehrano in zdravila je izdal dovoljenje za promet z zdravilom 6. avgusta 2007, in sicer za zdravljenje bolnikov, ki so pred tem prejemali že druga zdravila.
Evropska komisija je dovoljenje za promet z zdravilom CELSENTRI, veljavno po vsej Evropski uniji, odobrila družbi Pfizer Limited 18. septembra 2007.

## Učinkovitost
Dve randomizirani, s placebom nadzorovani klinični raziskavi, imenovani MOTIVATE 1 in 2, sta primerjali 209 bolnikov z optimalnim zdravljenjem ter dodanim placebom, 426 bolnikov z optimalnim zdravljenjem in dodatkom 150 mg maraviroka enkrat dnevno ter 414 bolnikov z optimalnim zdravljenjem in dodatkom 150 mg maraviroka dvakrat dnevno. Po 48 tednih je pri 55 % bolnikov, ki so prejemali maravirok enkrat dnevno, ter pri 60 % bolnikov, ki so prejemali maravirok dvakrat dnevno, virusno breme padlo na vrednost, nižjo od 400 kopij/mL. V skupini s placebom je to vrednost virusnega bremena doseglo 23 % bolnikov. Nadalje je pri skupini, ki je prejemala maravirok enkrat dnevno, število celic CD4 naraslo povprečno za 110 celic/µL, pri skupini z dajanjem dvakrat na dan za 106 celic/µL in pri skupini s placebom za 56 celic/µL.

## Varnost
Raziskava MOTIVATE ni pokazala klinično pomembnih razlik med skupino, ki je prejemala maravirok, in skupino s placebom. Vendar se strokovnjaki sprašujejo o dolgoročnih neželenih učinkih pri zaviranju receptorja CCR5, saj še vloga tega receptorja v zdravem organizmu ni povsem pojasnjena.